# Črni Kal

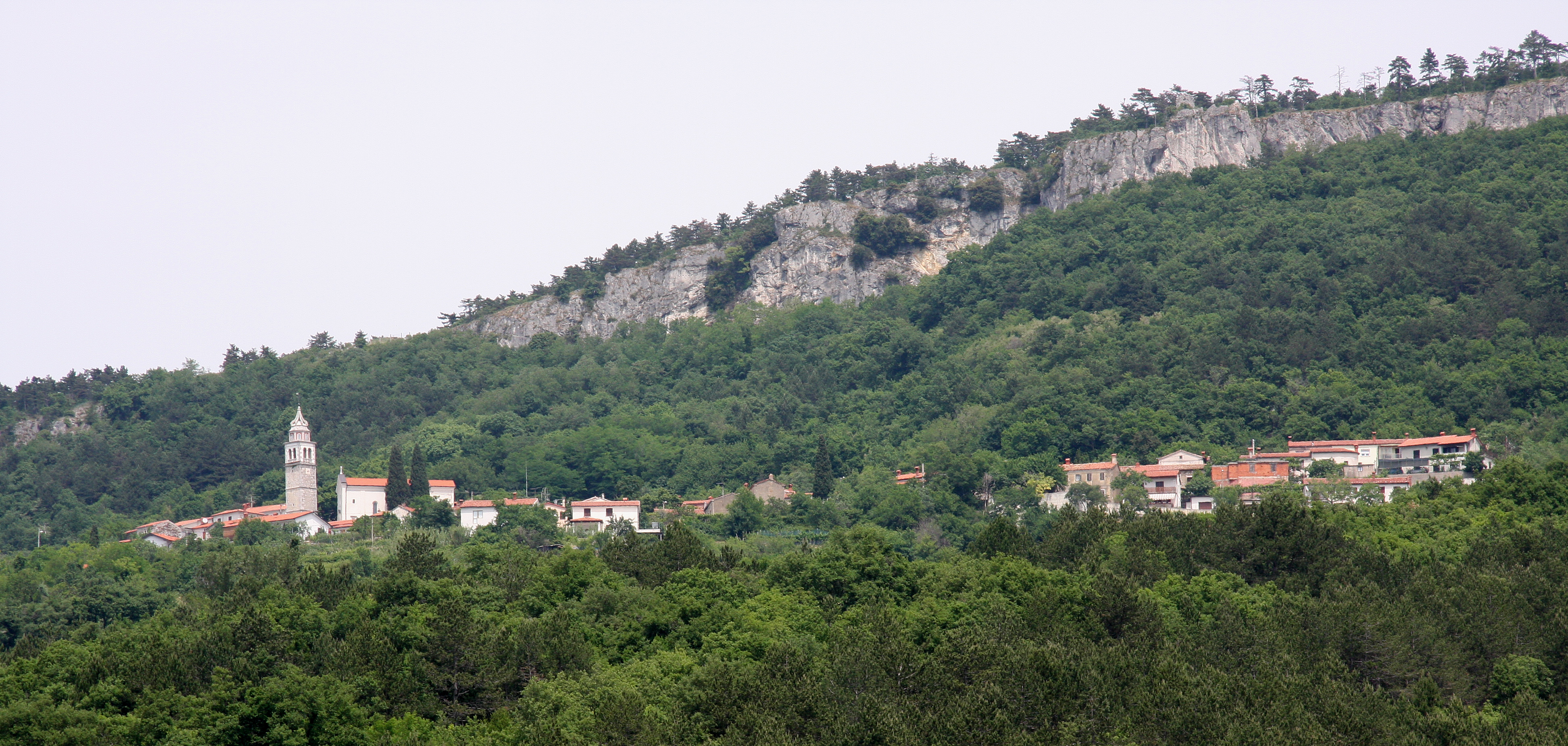
Blick auf Črni Kal und die Felswände hinter dem Ort

Črni Kal (italienisch San Sergio) ist ein istrisches Dorf im Südwesten Sloweniens mit etwa 230 Einwohnern. Es gehört zur Stadtgemeinde Koper in der Region Primorska.

## Geografie
Das Dorf befindet sich am Westhang der Geländestufe, an der das Hochplateau des Karst steil zur Küstenebene hin abfällt. Unmittelbar östlich des Dorfes befinden sich Felswände, die – ähnlich wie im nahen Osp – bei Kletterern beliebt sind.

## Geschichte
Oberhalb des heutigen Dorfes an der Felswand befinden sich die Überreste einer Befestigung aus dem 11. Jahrhundert.
Die Pfarrkirche von Črni Kal ist dem Heiligen Valentin geweiht. Aufgrund ihres markanten schiefen Campanile ist sie ein Wahrzeichen des Ortes.

## Verkehr
Aufgrund seiner Lage spielt der Ort eine entscheidende Rolle für die Verkehrsströme vom slowenischen Inland hinunter zur adriatischen Küste:
- Hier windet sich die Landstraße 409 Kozina–Koper in langen Serpentinen von etwa 420 m Höhe hinab ins Tal der Rižana knapp über Meereshöhe. Bis zur Fertigstellung der Autobahn war der Ort besonders in den Sommermonaten berüchtigt für lange Staus. Mit der Autobahn hat sich das Verkehrsaufkommen im Ort deutlich reduziert.
- 2004 eröffnete die Autobahn A1, heute die  wichtigste Straßenverbindung zwischen Ljubljana und der Küste. Bei Črni Kal quert sie das Tal auf dem 87 m hohen Črni-Kal-Viadukt. Die Autobahnauffahrt „Črni Kal“ befindet sich etwa zwei Kilometer westlich des Ortes.
- Die eingleisige Bahnstrecke Prešnica–Koper überwindet die Geländestufe von Črni Kal in einer langgezogenen Serpentine. Aufgrund ihrer hohen Bedeutung im Güterverkehr als Anbindung des Hafens von Koper, des einzigen Hochseehafens von Slowenien, wird an einem zweiten Gleis gebaut, das 2026 in Betrieb gehen soll. Dieses erhält eine komplett eigene, von der ersten Strecke unabhängige Trasse, die überwiegend in Tunneln verläuft und das Tal bei Črni Kal auf dem Gabrovica-Viadukt quert, das zugleich unter der Autobahnbrücke hindurchführen wird.[1]